# Tương tác cơ bản
Tương tác cơ bản hay lực cơ bản là các loại lực của tự nhiên mà tất cả mọi lực, khi xét chi tiết, đều quy về các loại lực này.
Trong cơ học cổ điển, lực cơ bản là các lực không bao giờ biến mất dưới phép biến đổi hệ quy chiếu. Trong cơ học cổ điển cũng tồn tại lực quán tính không thể quy về các lực cơ bản. Tuy nhiên loại lực này được coi là "lực ảo", do luôn tìm được hệ quy chiếu mà lực này biến mất (gọi là hệ quy chiếu quán tính).
Mô hình vật lý hiện đại cho thấy có bốn loại tương tác cơ bản trong tự nhiên: tương tác hấp dẫn, tương tác điện từ, tương tác mạnh và tương tác yếu.
Trong cuộc sống hằng ngày, các lực mà chúng ta hay bắt gặp đều chủ yếu có nguồn gốc từ lực điện từ; ngoại trừ lực hấp dẫn từ Trái Đất. Ví dụ như các lực khi có va chạm cơ học giữa các vật thể thông dụng đều quy về lực tương tác giữa các phân tử hay nguyên tử, cụ thể là lực điện từ giữa hạt nhân và electron của chúng. Lực cơ học này bao gồm phản lực giữa các vật rắn, lực đẩy Acsimét trong các chất lỏng và chất khí, lực ma sát giữa các bề mặt, lực nâng cánh máy bay trong khí động lực học, sức căng bề mặt hay các lực điện từ thể hiện ở mức độ phân tử. Các phản ứng hóa học cũng được điều khiển bởi lực điện từ, như khi chúng tạo ra lực đẩy trong động cơ đốt trong. Các đồ điện, như động cơ điện, hiển nhiên sử dụng theo phương thức trực tiếp lực điện từ.

## Tương tác hấp dẫn
Lực hấp dẫn là lực yếu nhất trong bốn lực cơ bản của tự nhiên, hình thành ở thang đo lớn, hay thang thiên văn học. Lực hấp dẫn giữa hai vật có khối lượng là m1 và m2, có kích thước rất nhỏ so với khoảng cách, r, giữa chúng, được tính theo định luật vạn vật hấp dẫn Newton:
{\displaystyle F_{g}={\frac {G.m_{1}.m_{2}}{r^{2}}}}
với G ≈ 6,67 x 10−11 N m²/kg2 và được gọi là hằng số hấp dẫn.
Lực hấp dẫn luôn luôn là lực hút và xảy ra ở đường nối tâm của 2 vật với nhau. Lực hấp dẫn của hai vật có độ lớn bằng nhau nhưng ngược hướng nhau, tuân theo đúng định luật thứ ba của Newton. Theo các nhà vật lý hạt thì có một hạt mang tên là graviton, hay hạt truyền tương tác của lực hấp dẫn.
Lực hấp dẫn có dạng gần giống với lực Coulomb áp dụng cho các điện tích, vì chúng đều tuân theo luật nghịch đảo bình phương khoảng cách. Điều này đã gợi ra cho Albert Einstein những ý tưởng đầu tiên về việc thống nhất lực hấp dẫn và lực điện từ; tuy nhiên kết quả đã không thành công. Về sau, ở thập niên 1960, người ta đã thống nhất được 3 lực còn lại, được biểu diễn ở trong điện-yếu thống nhất (electroweak unification), đây là sự kết hợp của lực điện từ, lực tương tác mạnh và lực tương tác yếu vào làm một.
Ngày nay, các nhà vật lý nhận thấy rằng lực hấp dẫn và lực điện từ có một điểm chung và cả hai đều xuất hiện bởi sự có mặt của các hạt truyền tương tác với khối lượng bằng 0. Điều này mở những hướng nghiên cứu mới để thống nhất 4 lực của tự nhiên vào một dạng duy nhất.

## Tương tác điện từ
Tương tác điện từ hay lực điện từ là một trong bốn tương tác cơ bản của tự nhiên. Nó cũng là sự kết hợp của lực điện (còn gọi là lực Coulomb với các điện tích điểm đứng yên) và lực từ (sinh ra bởi các hạt mang điện tích khi di chuyển). Về cơ bản, cả lực điện và lực từ đều được miêu tả dưới dạng một lực truyền với sự có mặt của hạt truyền tương tác là quang tử.
Quá trình lượng tử hóa lực điện từ được miêu tả trong thuyết điện động lực học lượng tử, hay còn gọi là thuyết QED. Lực điện từ là một lực có biên độ vô hạn, nó tuân thủ theo luật nghịch đảo bình phương khoảng cách giống như lực hấp dẫn.
Lực điện từ tồn tại giữa các hạt mang điện tích như electron hay quark, và có độ lớn khoảng {\displaystyle 4.2\times 10^{42}} lần so với lực hấp dẫn. Có hai loại điện tích là điện tích âm và điện tích dương, hai hạt cùng điện tích sẽ đẩy nhau và ngược điện tích sẽ hút nhau. Trái Đất, mặt trời, các hành tinh... chứa cùng một lượng hạt điện tích âm và điện tích dương, do đó chúng trung hoà và không có lực điện từ.
Lực điện từ giữa electron và proton là lý do để cho electron nằm trên quỹ đạo của hạt nhân.

## Tương tác mạnh
Bài chính: Tương tác mạnh
Tương tác mạnh hay lực mạnh là một trong bốn tương tác cơ bản của tự nhiên. Lực này giữ các thành phần của hạt nhân của nguyên tử lại với nhau, chống lại lực đẩy rất lớn giữa các proton. Lực này được chia làm hai thành phần, lực mạnh cơ bản và lực mạnh dư. Lực tương tác mạnh ảnh hưởng bởi các hạt quark, phản quark và gluon-hạt truyền tương tác của chúng. Thành phần cơ bản giữ các quark lại với nhau để hình thành các hadron như proton và neutron. Thành phần dư giữ các hadron lại trong hạt nhân của một nguyên tử. Ở đây còn có một hạt gián tiếp là bosonic hadron, hay còn gọi là meson.
Theo thuyết sắc động lực học lượng tử, mỗi quark mang trong mình điện tích màu, ở một trong 3 dạng "đỏ", "xanh lam" hoặc "xanh lơ". Đó chỉ là những tên, hoàn toàn không liên hệ gì với màu thực tế. Đối quark là các hạt như "đối đỏ", "đối xanh lam", "đối xanh lơ". Cùng màu đẩy nhau, trái màu hút nhau. Lực hút giữa hạt màu và hạt đối màu của nó là rất mạnh. Các hạt chỉ tồn tại nếu như tổng màu của chúng là trung hòa, nghĩa là chúng có thể hoặc được kết hợp với đối đỏ, đối xanh lam và đối xanh lơ như trong các hạt baryon, proton và neutron, hoặc một quark và một đối quark của nó có sự tương ứng đối màu (như hạt meson).
Tương tác mạnh xảy ra giữa hai quark là nhờ một hạt trao đổi có tên là gluon. Nguyên lý hoạt động của hạt gluon có thể hiểu như trái bòng bàn, và hai quark là hai vận động viên. Hai hạt quark càng ra xa thì lực tương tác giữa chúng càng lớn, nhưng khi chúng gần xát nhau, thì lực tương tác này bằng 0. Có tám loại gluon khác nhau, mỗi loại mang một màu điện tích và một đối màu điện tích (có ba loại màu, nhưng do có sự trung hòa giống như đỏ + xanh + vàng = trắng ngoài tự nhiên, nên chỉ có 8 tổ hợp màu giữa chúng).
Mỗi một cặp tương tác của quark, chúng luôn luôn thay đổi màu, nhưng tổng màu điện tích của chúng được bảo toàn. Nếu một quark đỏ bị hút bởi một quark xanh lam trong một baryon, một gluon mang đối xanh lam và đỏ được giải phóng từ quark đỏ và hấp thụ bởi quark xanh lam, và kết quả, quark đầu tiên chuyển sang quark xanh lam và quark thứ hai chuyển sang quark đỏ (tổng màu điện tích vẫn là xanh lam + đỏ). Nếu một quark xanh lơ và một đối xanh lơ quark tương tác với nhau trong một meson, một gluon mang, ví dụ như đối đỏ và xanh lơ sẽ được giải phóng bởi quark xanh lơ và hấp thụ bởi một đối xanh lơ quark, và kết quả, quark xanh lơ chuyển sang màu đỏ và đối xanh lơ đối quark chuyển sang màu đỏ (tổng màu điện tích vẫn là 0). Hai quark xanh lam đẩy nhau và trao đổi một gluon mang điện tích màu xanh lam và đối xanh lam, các quark vẫn dữ nguyên điện tích màu xanh lam.
Hiện tượng không thể tách rời các quark xa nhau gọi là hiện tượng giam hãm (confinement). Có một giả thuyết rằng các quark gần nhau sẽ không tồn tại lực tương tác mạnh và trỏ thành tự do, giả thuyết này còn gọi là sự tự do tiệm cận và có thể được giải thích bằng nguyên lý quả bóng bàn như trên.

## Tương tác yếu
Bài chính: Tương tác yếu
Tương tác yếu hay lực yếu xảy ra ở mọi hạt cơ bản trừ các hạt photon và gluons, ở đó có sự trao đổi của các hạt truyền tương tác là các vector W boson và Z boson.
Tương tác yếu xảy ra ở một biên độ rất ngắn, bởi vì khối lượng của những hạt W boson và Z boson vào khoảng 80 GeV, nguyên lý bất định bức chế chúng trong một khoảng không là {\displaystyle 10^{-18}} m, kích thước này chỉ nhỏ bằng 0,1% so với đường kính của proton. Trong điều kiện bình thường, các hiệu ứng của chúng là rất nhỏ. Có một số định luật bảo toàn hợp lệ với lực tương tác mạnh và lực điện từ, nhưng lại bị phá vỡ bởi lực tương tác yếu. Mặc dầu có biên độ và hiệu suất thấp, nhưng lực tương tác yếu lại có một vai trò quan trọng trong việc hợp thành thế giới mà trong ta quan sát.
Tương tác yếu chuyển đổi một hương quark sang một hương khác. Nó có vị trí quan trọng trong cấu trúc vũ trụ của chúng ta, bởi vì:
- Mặt trời sẽ không chiếu sáng nếu không có lực tương tác yếu bởi vì sự chuyển đổi từ proton sang neutron, ở đó deuterium, nguyên tố đồng vị của hydro được tạo ra và tạo ra phản ứng hydro, với nguồn năng lượng giải phóng cực lớn.
- Là cần thiết cho việc tạo nên khối lượng rất lớn của hạt nhân.

Việc khám phá ra vector boson W và Z vào năm 1983 đã là một bằng chứng xác thực ủng hộ lý thuyết kết hợp tương tác yếu và tương tác điện từ vào một tương tác là tương tác điện yếu.